# Gefangen in eisigen Tiefen
Gefangen in eisigen Tiefen (Alternativtitel: Submerged – Gefangen in eisigen Tiefen, Originaltitel: Submerged) ist ein Filmdrama von James Keach aus dem Jahr 2001 von James Keach mit Sam Neill in der Hauptrolle. Der Fernsehfilm ist eine Verfilmung des Buches The Terrible Hours von Peter Maas.

## Handlung
Der Film zeigt eine wahre Geschichte aus dem Jahr 1939 in den Vereinigten Staaten. Das U-Boot USS Squalus läuft zu seiner Jungfernfahrt aus. Der Konstrukteur verheimlicht technische Probleme, die ihm bewusst sind. Das Boot sinkt. Die Taucher unter der Leitung von Lt. Cmdr Charles B. Momsen führen eine Rettungsaktion durch, die 27 Stunden dauert. Von 59 Besatzungsmitgliedern des U-Bootes werden 33 gerettet.

## Kritiken
Das Lexikon des internationalen Films beschreibt den Fernseh-Actionfilm als „herkömmlich“, der „dank des überzeugenden Hauptdarstellers immerhin spannend unterhält“.

## Sonstiges
Das Drama wurde auf Malta gedreht und von National Broadcasting Company produziert. Die Spezialeffekte lieferte die Firma Gajdecki Visual Effects (GVFX). Die Erstausstrahlung im US-Fernsehen auf NBC erfolgte am 20. Mai 2001, in Deutschland am 26. Mai 2003.
Zur Darstellung der USS Squalus an der Wasseroberfläche benutzten die Macher ein leicht verändertes Modell eines deutschen U-Bootes Typ VII C, welches deutliche Unterschiede zur echten Squalus/Sailfish aufweist.